# Streufdorf
Streufdorf ist ein Ortsteil der 1993 neugebildeten Einheitsgemeinde Straufhain im Landkreis Hildburghausen in Thüringen. Streufdorf ist der Verwaltungssitz der Gemeinde.

## Lage
Streufdorf liegt im Heldburger Land in einer Vorgebirgslandschaft südlich vom Thüringer Wald und nordöstlich vom Grabfeld. Die Landesgrenze  zu Bayern ist etwa zwei Kilometer entfernt. Zu Zeiten der deutschen Teilung lag Streufdorf in der Fünf-Kilometer-Sperrzone, was die Entwicklung deutlich behinderte.
Streufdorf liegt an der Landesstraße 1134 in Richtung Hildburghausen. Von 1888 bis 1946 bestand eine Bahnverbindung nach Hildburghausen und nach Lindenau über Heldburg.

## Geschichte

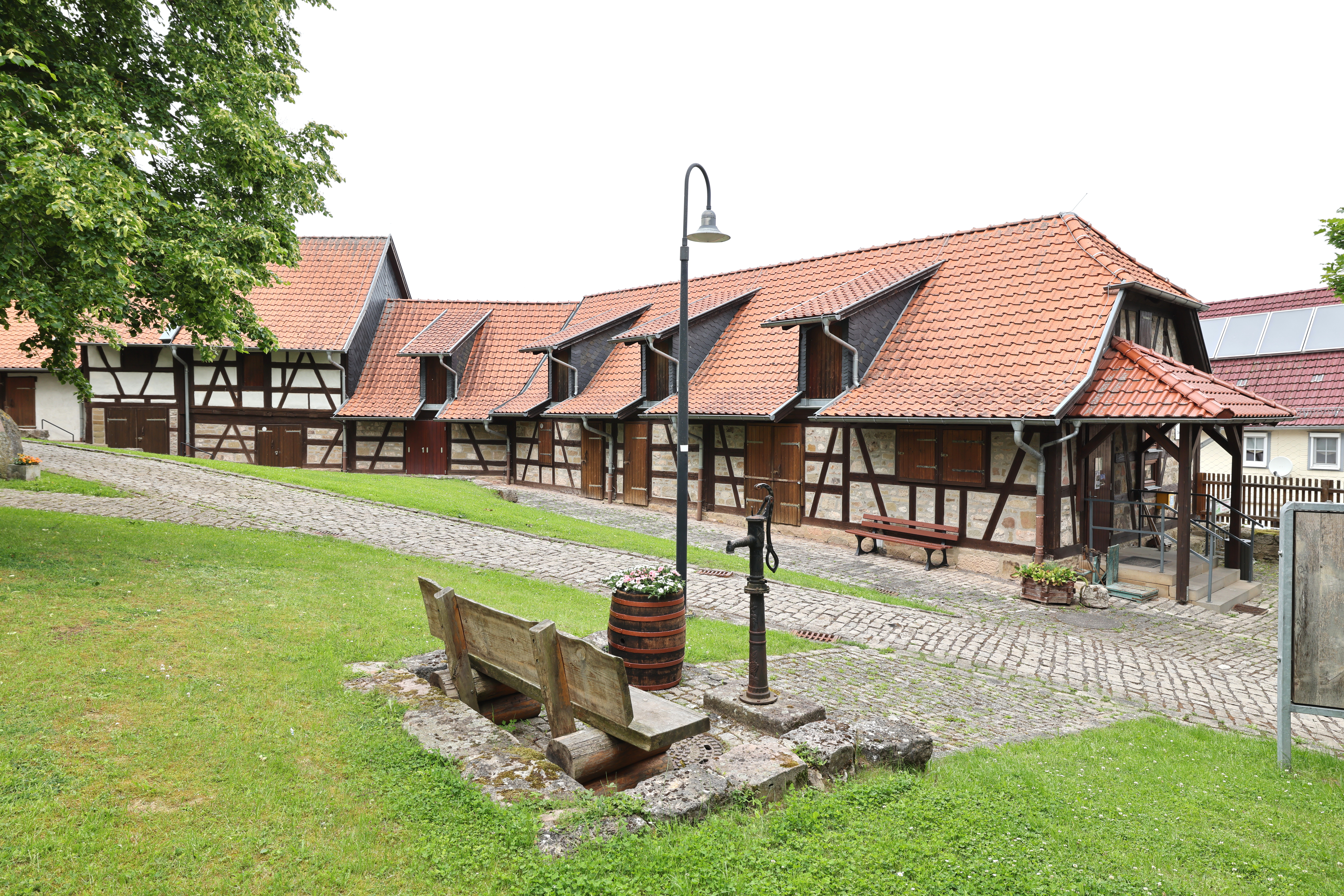
Gaden (Kemenaten) der Wehrkirche mit Zweiländermuseum

Am 3. Februar 799 wurde Streufdorf erstmals urkundlich erwähnt. Über die Geschichte gibt eine Niederschrift zur Burg Struphe Auskunft.
Die Ortschaft Streufdorf gehört zu den ältesten Ansiedlungen der Südthüringer Gegend. Dort war der Stammsitz der Ritter von Streufdorf. Streufdorf war 1614–1679 von der Hexenverfolgung betroffen. 36 Menschen gerieten in Hexenprozesse, von 23 Frauen wurden 15 hingerichtet, von 13 Männern fünf. Eine Frau verstarb in der Haft.
Streufdorf war wie viele Orte nahe der innerdeutschen Grenze 1952 (Aktion Ungeziefer) und 1961 (Aktion Festigung) durch Zwangsaussiedlungen von Familien ins Innere der DDR betroffen. Ein Gedenkstein im Dorf erinnert daran. Im Ort hatte es 1952 mit Barrikaden und Straßensperren Widerstand gegen die Aussiedlung gegeben. Daraufhin wurden 18 statt 8 Familien ausgesiedelt, und es kam zu Verurteilungen mit mehrjährigen Gefängnisstrafen. Dutzende Bewohner flohen in den Westen.
Im Jahre 2012 lebten 850 Personen im Ortsteil.
Die Kirche St. Marien ist ein historischer Bau. Am 8. November 2009 wurde das Zweiländermuseum Rodachtal eröffnet, das die Geschichte der Region zeigt.

## Persönlichkeiten
- Johannes Leib (* 28. April 1591 in Streufdorf; † 15. März 1666 in Coburg), Arzt, Jurist, Theologe und Parömiograph
- Mahr Gatzius (* 1595 in Streufdorf; † 1629), Opfer eines Hexenprozesses: die Schwangere wurde für die Niederkunft aus dem Kerker entlassen, 40 Tage nach der Geburt erneut verhaftet und bis zu einem Geständnis gefoltert, dann verbrannt.[2]
- Johann Caspar Rüttinger (* 1761 Streufdorf; † 1830), Violinist, Organist, Musiklehrer, Komponist